# 센스 NC20
센스 NC20(Sens NC20) 또는 삼성 NC20(Samsung NC20)은 삼성전자가 2009년 2월 9일에 출시한 넷북 컴퓨터이다.

## 같이 보기
- 센스 NC10